# Chytranthus talbotii
Chytranthus talbotii là một loài thực vật có hoa trong họ Bồ hòn. Loài này được (Baker f.) Keay mô tả khoa học đầu tiên năm 1956.